# Fabio Borini
Fabio Borini (Bentivoglio, 1991. március 29. –) olasz labdarúgó, a török Fatih Karagümrük játékosa. Posztja csatár, még a Bolognában kezdte el pályafutását, mielőtt 2007-ben a Chelsea-hez igazolt.

## Pályafutása

### Bologna FC 1909
Borini 9 évesen kezdett el futballozni, ő és az édesapja óriási Bologna szurkolók. Így nem is meglepő, hogy 2001-ben csatlakozott a Bologna-hoz, mint ifijátékos.

### Chelsea FC
A csatár 2007 nyarán csatlakozott a londoni csapathoz a Bologna együttesétől. A 2008/09-es szezon alatt főleg a tartalékcsapatban kapott lehetőséget támadóként. 11 meccsen 10 gólt rúgott, ezzel ő lett a tarcsik gólkirálya. A legfontosabb gólját talán a Manchester United ellen szerezte a fiatalok FA-kupájában. 2009. szeptember 1-jén Carlo Ancelotti nevezte a Bajnokok Ligája keretbe is, később a Porto elleni meccsen már a padra is leülhetett. Szeptember 20-án a Tottenham ellen már be is cserélték, a 89. percben Nicolas Anelka helyére állt be. Ezután az első kezdőcsapatba kerülése is megvolt, a Chelsea FC – Queens Park Rangers meccsen az angol Ligakupa harmadik fordulójában. 2. pályára lépését is abszolválta a Wolverhampton Wanderers ellen, a 77. percben Salomon Kalou helyét vette át. December 8-án bemutatkozhatott a Bajnokok Ligájában is egy 2-2-re végződött találkozón.

### Swansea City AFC
2011. március 17-én csatlakozott a Swansea City csapatához az angol Championshipben. 2011. május 18-án Borini bejelentette hogy nem tér vissza a szezon végén a Chelsea csapatához. A szezon végéig 9 bajnokin 6 góllal segítette feljutáshoz csapatát az első osztályba. A walesi klub szerette volna végleg leigazolni őt a Chelsea-től, de kiderült, hogy Borini még mielőtt csatlakozott volna a Swansea-hez előszerződést kötött a Parma csapatával.

### Parma FC
Az olasz klub július 2-án jelentette be, hogy öt évre szerződtetik a csatárt, aki a Chelsea-nél lejáró szerződése miatt ingyen érkezett.

### AS Roma
A Parma 2011. augusztus 31-én kölcsönadta a Romának. A fővárosiak 1,5 millió eurót fizettek a játékjogáért. Szeptember 11-én mutatkozott be csereként a Cagliari elleni bajnokin. A következő fordulóban az Inter ellen már a kezdőben kapott helyet.

### Liverpool FC
2012 júliusában Brendan Rodgers – mint frissen kinevezett Liverpool edző – első igazolása volt. Az új csapata 13.3 millió fontot fizetett érte (bónuszokkal együtt) az AS Roma-nak. Augusztus 9-én Borini megszerezte az első gólját új csapatában, az Európa Liga második selejtező körében az FC Gomel ellen. 2012. augusztus 18-án debütált a Premier League-ben, egy 3-0-ra elvesztett meccsen, a West Bromwich Albion ellen. 2012 októberében megsérült a Manchester United ellen, 3 hónapot kellett kihagynia, majd 2013. január 9-én térhetett vissza a pályára, szintén a Manchester United ellen. 2013 februárjában ismét megsérült, ezúttal a Swansea City ellen, majd április 27-én tért vissza a pályára, és rögtön gólt is szerzett, miután a 72. percben beállt a Newcastle United ellen. Az első Liverpool-i szezonjában 20 meccsen 2 gólt szerzett.

### Sunderland AFC
2013. szeptember 2-án kölcsönbe került a Sunderland csapatához. Az Arsenal ellen elveszített 1-3-as meccsen debütált új csapatában.
Október 27-én szerezte meg első gólját a Sunderland-ben a Newcastle United ellen, amit 2-1-re nyertek meg, az ő győztes góljával. A ligakupa negyeddöntőben, az ő góljával egyenlített a csapata a Chelsea ellen, majd a hosszabbításban egy gólpasszt is kiosztott, amivel csapata tovább jutott. 2013. december 28-án Borini kórházba került – megfázás miatt – miután 1 félidőt lejátszott Cardiff City elleni, döntetlenre záruló mérkőzésen, de még aznap kiengedték őt a kórházból. 2014. január 7-én győztes gólt szerzett a Manchester United elleni 2–1-re megnyert Liga kupa elődöntő első meccsén. 2014. március 2-án gólt szerzett a Liga kupa döntőben a Manchester City ellen, de csapata 3-1-re kikapott. Április 19-én Borini ismét egy nagy csapat ellen szerzett győztes gólt, ezúttal a Chelsea hálóját vette be. Április 27-én a Cardiff City ellen, majd május 7-én a West Bromwich Albion ellen talált be, és ezzel hozzá segítette csapatát hogy bent maradjon a Premier League-ben. A Sunderland AFC-ben összesen 32 meccsen 7 gólt szerzett.

### Liverpool FC
A Sunderland 14 millió Fontot ajánlott Boriniért, amit a Liverpool elfogadott, de Borini inkább visszatért a Liverpool-hoz, hogy harcoljon a helyéért.

## Válogatott
2009. november 13-án debütált az  Olasz U21-es válogatottban a magyarok elleni meccsen, amit 2–0-ra elvesztettek Boriniék.
2012. február 26-án, Cesare Prandelli behívta Borini-t a válogatottba, majd 2012. február 29-én debütált a Egyesült Államok elleni barátságos mérkőzésen.